# Siêu tài năng Đức
Siêu tài năng Đức - Das Supertalent  là một chương trình tài năng của Đức, một phần của thương hiệu Got Talent thành công quốc tế, do Lola Weippert và Chris Tall mua bản quyền lại. Cũng giống như trong tất cả các phiên bản khác của Got talent, các buổi casting diễn ra và ban giám khảo đánh giá tài năng của họ, sau đó khán giả ở nhà bỏ phiếu trong một cuộc bầu chọn để xem ai là người chiến thắng.
Kể từ mùa 14, người chiến thắng đã nhận được giải thưởng, tổng trị giá 50.000 €.

## Giám khảo
| Mùa  | Dẫn chương trình   | Dẫn chương trình | Giám khảo         | Giám khảo         | Giám khảo              | Giám khảo  |
| ---- | ------------------ | ---------------- | ----------------- | ----------------- | ---------------------- | ---------- |
| 1    | Marco Schreyl      |                  | Dieter Bohlen     | Ruth Moschner     | André Sarrasani        |            |
| 2    | Marco Schreyl      | Daniel Hartwich  | Dieter Bohlen     | Sylvie Meis       | Bruce Darnell          |            |
| 3    | Marco Schreyl      | Daniel Hartwich  | Dieter Bohlen     | Sylvie Meis       | Bruce Darnell          |            |
| 4    | Marco Schreyl      | Daniel Hartwich  | Dieter Bohlen     | Sylvie Meis       | Bruce Darnell          |            |
| 5    | Marco Schreyl      | Daniel Hartwich  | Dieter Bohlen     | Sylvie Meis       | Motsi Mabuse           |            |
| 6    |                    | Daniel Hartwich  | Dieter Bohlen     | Michelle Hunziker | Thomas Gottschalk      |            |
| 7    | Lena Gercke        | Daniel Hartwich  | Dieter Bohlen     | Bruce Darnell     | Guido Maria Kretschmer |            |
| 8    | Lena Gercke        | Daniel Hartwich  | Dieter Bohlen     | Bruce Darnell     | Guido Maria Kretschmer |            |
| 9    | Inka Bause         | Daniel Hartwich  | Dieter Bohlen     | Bruce Darnell     |                        |            |
| 10   | Victoria Swarovski | Daniel Hartwich  | Dieter Bohlen     | Bruce Darnell     |                        |            |
| 11   | Nazan Eckes        | Daniel Hartwich  | Dieter Bohlen     | Bruce Darnell     |                        |            |
| 12   | Sylvie Meis        | Daniel Hartwich  | Dieter Bohlen     | Bruce Darnell     |                        |            |
| 13   | Sarah Engels       | Daniel Hartwich  | Dieter Bohlen     | Bruce Darnell     |                        |            |
| 14   | Victoria Swarovski | Daniel Hartwich  | Dieter Bohlen     | Bruce Darnell     | Evelyn Burdecki        | Chris Tall |
| 15 1 | Lola Weippert      | Chris Tall       | Michael Michalsky | Chantal Janzen 2  | Ehrlich Brothers 3     |            |

## Phát sóng
| Mùa | Tập đầu                  | Tập cuối                  | Số tập phim | Chiến thắng                              | Với tài năng                            |
| --- | ------------------------ | ------------------------- | ----------- | ---------------------------------------- | --------------------------------------- |
| 1   | 20 tháng 10 năm 2007     | 3 tháng 11 năm 2007       | 3           | Ricardo Marinello                        | Ca sĩ Opera (giọng cao)                 |
| 2   | 18 tháng 10, 2008        | 29 tháng 11, 2008         | 7           | Michael Hirte                            | Người chơi kèn Harmonica                |
| 3   | 16 tháng 10 năm 2009     | 19 tháng 12 năm 2009      | 11          | Yvo Antoni & PrimaDonna                  | Huyến luyện Chó                         |
| 4   | 24 tháng 9, 2010         | 18 tháng 12, 2010         | 15          | Freddy Sahin-Scholl                      | Ca sĩ Opera với hai giọng hát khác nhau |
| 5   | 16 tháng 9, 2011         | 17 tháng 12, 2011         | 16          | Leo Rojas                                | Người chơi nhạc Panpipe                 |
| 6   | Ngày 15 tháng 9 năm 2012 | Ngày 15 tháng 12 năm 2012 | 14          | Jean-Michel Aweh                         | Ca sĩ và nghệ sĩ dương cầm              |
| 7   | 28 tháng 9, 2013         | 14 tháng 12, 2013         | 12          | Lukas Pratschker & Falco                 | Huyễn luyện chó                         |
| 8   | 27 tháng 9, 2014         | 20 tháng 12, 2014         | 13          | Marcel Kaupp                             | Ca sĩ kéo                               |
| 9   | 19 tháng 9, 2015         | 12 tháng 12, 2015         | 14          | Jay Oh                                   | Ca sĩ                                   |
| 10  | 10 tháng 9, 2016         | 17 tháng 12, 2016         | 14          | Angel Flukes                             | Ca sĩ                                   |
| 11  | 16 tháng 9, 2017         | 16 tháng 12, 2017         | 14          | Alexa Lauenburger & her mixed-breed dogs | Huyễn luyện chó                         |
| 12  | 15 tháng 9, 2018         | 22 tháng 12, 2018         | 14          | Stevie Starr                             | Thợ nôn chuyên nghiệp                   |
| 13  | 14 tháng 9, 2019         | 21 tháng 12, 2019         | 14          | Christian Stoinev & Percy                | Nhào lộn với huấn luyện chó             |
| 14  | 17 tháng 10 năm 2020     | 19 tháng 19 năm 2020      | 11          | Nick Ferretti                            | Ca sĩ và nghệ sĩ guitar                 |
| 15  | 2 tháng 10 năm 2021      | 11 tháng 12 năm 2021      | 10          | Elena Turcan                             | Ca sĩ Opera                             |

## Mùa giải

### Mùa 1 (2007)
Casting đã diễn ra ở Cologne, Hamburg, Oldenburg và Munich. Khoảng 5000 người đã đăng ký tham gia chương trình. Các tài năng đã xuất hiện trong hai buổi phát sóng đầu tiên vào ngày 20 và 27 tháng 10 năm 2007 trên sân khấu của Schillertheater ở Berlin. Ban giám khảo - bao gồm Dieter Bohlen, Ruth Moschner và André Sarrasani - đã đánh giá phần trình diễn casting. Để vượt qua buổi casting thì cần phải có ót nhất 2 phiếu đồng ý trên tổng số 3 giám khảo. Buổi công chiếu có tới 6,72 triệu người xem.
Mười trong số 5000 ứng viên đã lọt vào trận chung kết. Trong buổi phát sóng cuối cùng vào ngày 3 tháng 11 năm 2007, khán giả đã chọn người chiến thắng bằng cách "gửi mã số qua số điện thoại".
Ca sĩ Ricardo Marinello được bình chọn là “siêu tài năng” và nhận được 100.000 euro.
- Chiến thắng: Ricardo Marinello (Ca sĩ Opera)
- Á quân 1: Tilly Horn (Ca sĩ)
- Á quân 2: Robert Wolf (Beat-boxer)
- Hạng 4: Gino Badagliacca (Ca sĩ Opera)
- Hạng 5: Tobias Kramer (Người chơi kèn Trumpet)
- Hạng 6: Philipp Fedan (Vũ công)
- Hạng 7: Daniel Carr (Ca sĩ)
- Hạng 8: Udo Uhse-Thews (Ca sĩ)
- Hạng 9: Claudia, Sarah bà Magda Rabiniak (Ban nhạc 3 người)
- Hạng 10: Roswitha Wahl và Renate Recknagel (Acrobat)

### Mùa 2 (2008)

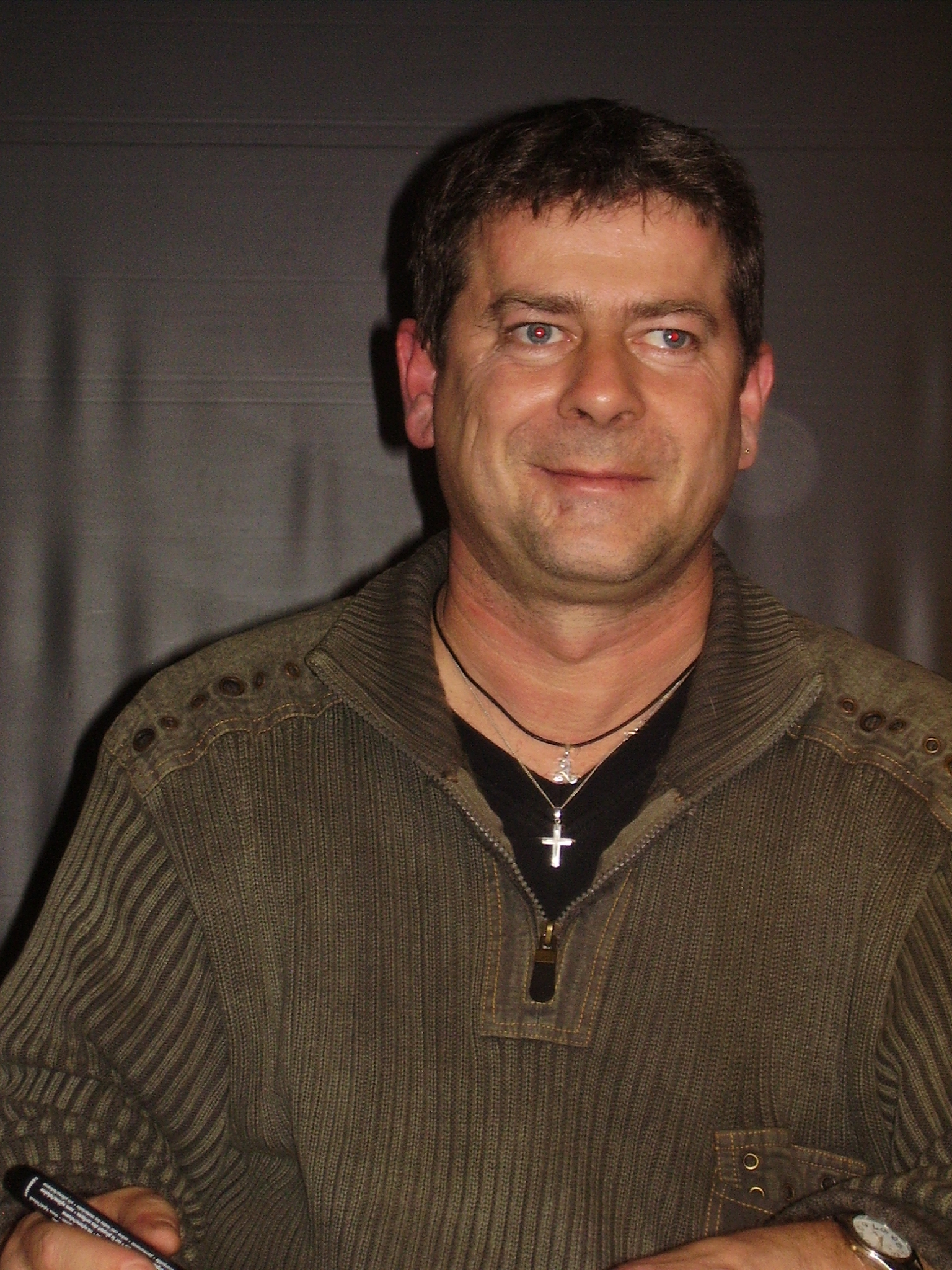
Michael Hirte, quán quân mùa 2

Vào mùa thu năm 2008, mùa thứ hai của chương trình diễn ra. Do tương tác xếp hạng tốt từ năm trước, số lượng tham gia chương trình đã được tăng lên. Lần này, ban giám khảo bao gồm Dieter Bohlen, Bruce Darnell và người dẫn chương trình Sylvie van der Vaart. Marco Schreyl và Daniel Hartwich kiểm duyệt là là những người kiểm duyệt trong hậu trường.
Buổi phát sóng đầu tiên được phát sóng vào ngày 18 tháng 10 năm 2008. Hai tập bán kết được truyền hình trực tiếp vào ngày 15 và 22 tháng 11 năm 2008. Vào ngày 29 tháng 11 năm 2008, chương trình cuối cùng diễn ra với 5 thí sinh, mỗi thí sinh từ hai đêm bán kết. Người chơi kèn Harmonica Michael Hirte được bình chọn là “siêu tài năng” với 72,62% số phiếu bầu của khán giả và giành được 100.000 euro.
Sau trận chung kết, một chương trình phát sóng khác với các cảnh casting chưa được phát sóng trước đó.
Album của Michael Hirte là Der Mann mit der Mundharmonika, phát hành vào ngày 5 tháng 12 năm 2008, đã lọt vào bảng xếp hạng của Đức vào ngày 19 tháng 12 năm 2008, xếp hạng số một, và một thời gian sau đó cũng có trong Danh sách các bản hit số một ở Áo (2009) và Danh sách các bản hit số một ở Thụy Sĩ (2009).
- Chiến thắng: Michael Hirte (Người chơi kèn Harmonica)
- Á quân 1: Kelvin Kalvus (Người tung hứng)
- Á quân 2: Marcel Pietruch (Vũ công Hip-Hop)
- Hạng 4: Vanessa Krasniqi (Ca sĩ)
- Hạng 5: Yosefin Buohler (Ca sĩ)
- Hạng 6: Christoph Haese (Trapeze)
- Hạng 7: Shinouda Ayad (Điệu Derwish)
- Hạng 8: Lucas Wecker (Nghệ sĩ vĩ cầm)
- Hạng 9: Carlos Fassanelli (Ca sĩ)
- Hạng 10: Duri Krasniqi (Ca sĩ)

### Mùa 3 (2009)

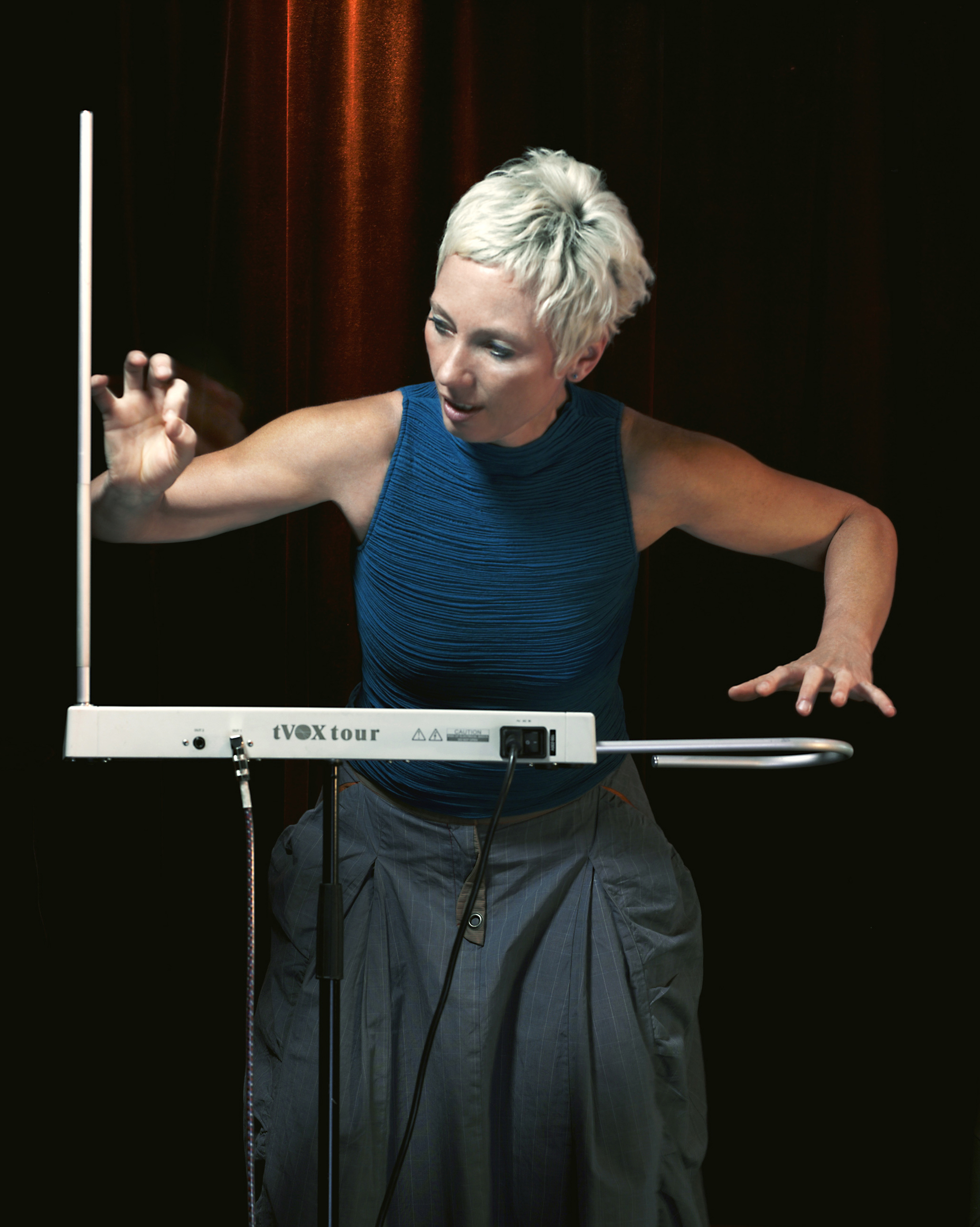
Barbara Buchholz, Hạng chín trong trận bán kết thứ ba, tại Theremin

Vào thứ sáu, ngày 16 tháng 10 năm 2009, tập đầu tiên của mùa thứ ba đã được phát sóng. Các tập khác được phát sóng vào các ngày thứ bảy từ 17 tháng 10 năm 2009 đến ngày 19 tháng 12 năm 2009. Do tỷ lệ khán giả cho mùa thứ hai cao, đài truyền hình RTL đã tăng số tập casting từ bốn lên bảy và có ba chương trình bán kết thay vì hai.  Ban giám khảo lại bao gồm Dieter Bohlen, Bruce Darnell và Sylvie van der Vaart. Mùa giải một lần nữa được kiểm duyệt bởi Marco Schreyl và Daniel Hartwich.

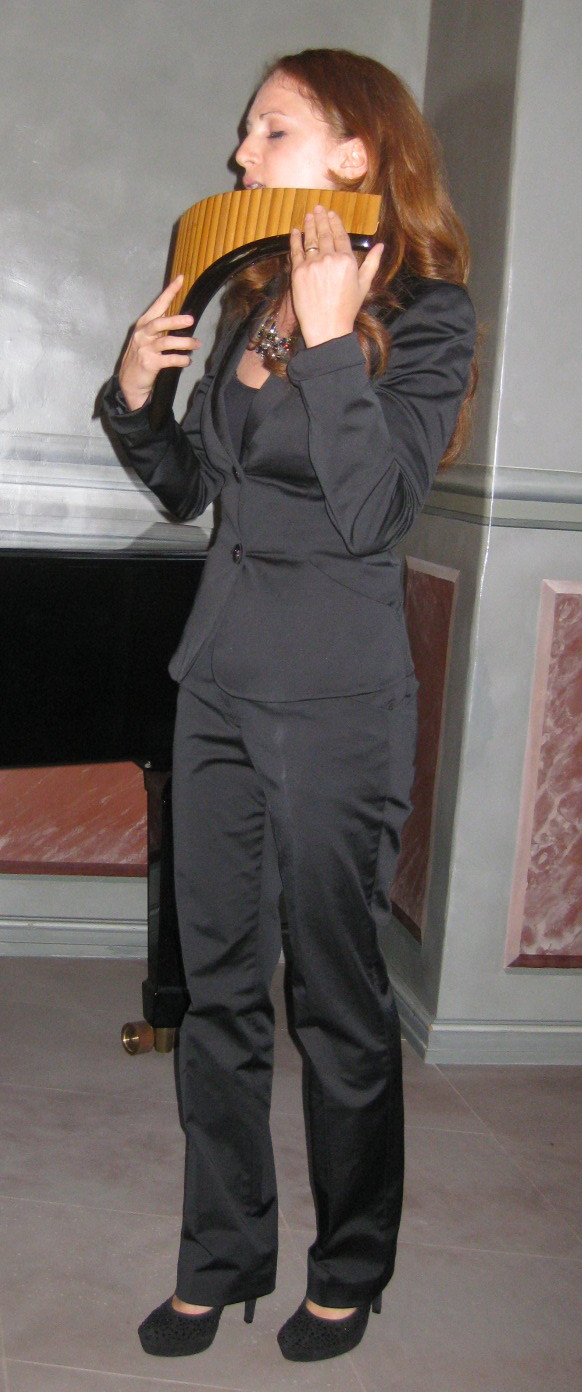
Vị trí thứ ba trong trận chung kết thuộc về Petruța Küpper (2010)

Trong vòng sơ tuyển, một cô gái Thụy Sĩ tên Julia Maria Sakar đã nổi bật. Cô khiến khán giả và ban giám khảo thích thú với một ca khúc của Leona Lewis. Cô ấy đã được đánh giá là một người được yêu thích, nhưng cô ấy đã không được ban giám khảo bình chọn trong buổi phát sóng quyết định và không còn được nhắc đến nữa.  Điều này khiến nhiều khán giả phẫn nộ.  Theo yêu cầu, RTL bảo vệ mình như sau: “Nếu trẻ em lọt vào bán kết, thì chỉ có người Đức.“ Tuyên bố này khiến các câu hỏi chưa được giải đáp, vì ban giám khảo đã chọn ra hai cô gái đến từ Áo vào vòng bán kết.
Trong số 30 thí sinh lọt vào bán kết, có 10 thí sinh xuất hiện trong tập bán kết ba. Khán giả truyền hình đã bình chọn ba thí sinh vào thẳng chung kết. Theo kế hoạch, Ban giám khảo sẽ chọn thí sinh vào chung kết thứ mười trong số 21 thí sinh còn lại vào cuối chương trình bán kết thứ ba. Tuy nhiên, vì ban giám khảo không thể thống nhất về một ứng viên duy nhất, mỗi người trong số ba thành viên ban giám khảo đã chọn thí sinh của riêng họ.
Người chiến thắng trong mùa thứ ba là Yvo Antoni, người đã trình bày bài huấn luyện chó với con chó cái PrimaDonna của mình. Ca sĩ Vanessa Calcagno về hạng nhì và ca sĩ Petruța Küpper về hạng ba.
- Chiến thắng: Yvo Antoni & PrimaDonna (Huấn luyện chó)
- Á quân 1: Vanessa Calcagno (Ca sĩ Opera)
- Á quân 2: Petruța Küpper (Người theo nhạc Panpipe)
- Hạng 4: Davy Kaufmann (Ca sĩ)
- Hạng 5: Richard Istel (Ca sĩ)
- Hạng 6: Fabienne Bender (Ca sĩ mù & người chơi keyboard)
- Hạng 7: Oliver Roemer (Ca sĩ)
- Hạng 8: Karin Andreev (Ca sĩ Opera)
- Hạng 9: Hannes Schwarz (Saraph) (Ảo thuật với lửa)
- Hạng 10: Tamina Geuting (Ca sĩ)
- Hạng 11: Carlotta Truman (Ca sĩ)
- Hạng 12: Sven và Sebastian (Trapeze & Taiko)

### Mùa 4 (2010)
Phần 4 bắt đầu vào ngày 16 tháng 5 năm 2010 tại Frankfurt am Main. Tập đầu tiên được chiếu vào ngày 24 tháng 9 năm 2010 trên RTL và tập cuối cùng vào ngày 18 tháng 12 năm 2010. Các giám khảo và người dẫn chương trình đã trở lại cho mùa giải này. Tập đầu tiên có một số trích dẫn hay nhất trong tất cả các mùa: 7,47 triệu người xem. Tập thứ hai vào ngày hôm sau đã đứng đầu với 7,74 triệu người xem. Top 40 vòng bán kết bắt đầu vào ngày 27/11. Ca sĩ opera Freddy Sahin-Scholl, người có hai chất giọng khác nhau trong quá trình hát, đã giành chiến thắng trong mùa giải này và 100.000 €, ca sĩ Michael Holderbusch về vị trí thứ hai và vũ công khiếm thính Tobias Kramer ở vị trí thứ ba.
- Chiến thắng: Freddy Sahin-Scholl (Ca sĩ Opera với hai giọng hát khác nhau)
- Á quân 1: Michael Holderbusch (Ca sĩ)
- Á quân 2: Tobias Kramer (Vũ công khiến thính)
- Hạng 4: Andrea Renzullo (Ca sĩ)
- Hạng 5: Ramona Fottner (Ca sĩ)
- Hạng 6: Natalya Netselya (Nghệ sĩ cát)
- Hạng 7: Stevie Starr (Regurgitator)
- Hạng 8: Darko Kordic (Ca sĩ)
- Hạng 9: Thomas Lohse (Nghệ sĩ piano)
- Hạng 10: Bubble Beatz (Bộ gõ trên thùng rác)
- Hạng 11: Daniele Domizio (Hóa trang thành Michael Jackson)
- Hạng 12: Ruddy Estevez (Ca sĩ Opera)

### Mùa 5 (2011)
- Chiến thắng: Leo Rojas (Người ngày Panpipe)
- Á quân 1: Sven Müller (Ca sĩ)
- Á quân 2: Ricky Kam (Nghệ sĩ Piano)
- Hạng 4: Jörg Perreten (Nghệ sĩ Piano)
- Hạng 5: Julian Pecher (ca sĩ & tay chơi guitar)
- Hạng 6: Mark Ashley (Ca sĩ)
- Hạng 7: Miroslav Zilka (Popping)
- Hạng 8: Desire Capaldo (Ca sĩ Opera)
- Hạng 9: Dergin Tokmak (Khiêu vũ trực tuyến)
- Hạng 10: Oleksandr Yenivatov (Nhân viên vận tải)[5][6][7][8]

### Mùa 6 (2012)
- Chiến thắng: Jean-Michel Aweh (Ca sĩ và nghệ sĩ dương cầm)
- Á quân 1: Christian Bakotessa (Ca sĩ)
- Á quân 2: Dan Sperry (Nhà ảo thuật)
- Hạng 4: Jacko (Chú vẹt biết hât)
- Hạng 5: Laura Pinski (Ca sĩ)
- Hạng 6. Juliette Schoppmann (Ca sĩ)
- Hạng 7: Emil Kusmirek (Vũ công)
- Hạng 8: TaBeA (Nhóm múa thể dục)
- Hạng 9: Hammou Bensalah (Hành động bong bóng)
- Hạng 10: Deidra Jones (Ca sĩ)

### Mùa 7 (2013)
- Chiến thắng: Lukas Pratschker & Falco (Huấn luyện chó)
- Á quân 1: Torsten Ritter (Người tung hứng)
- Á quân 2: Viviana Grisafi (Ca sĩ)
- Hạng 4: Sophie Schwerthöffer (Ca sĩ Opera)
- Hạng 5: La Vision (Acrobat duo)
- Hạng 6: Christian Jährig (Ca sĩ)
- Hạng 7: Fortunato Lacovara (Ca sĩ)
- Hạng 8: Heidi Schimczek (Ca sĩ)
- Hạng 9: Fantastic 5 (Nhóm nhảy dự án tương tác)
- Hạng 10: Patrick Feldmann (Vũ công Break)

### Mùa 8 (2014)
- Chiến thắng: Marcel Kaupp (Ca sĩ kéo)
- Á quân 1: Andreas Hruska (Ca sĩ)
- Á quân 2: Die Filieri-Brüder (Ca sĩ)
- Hạng 4: Tumar KR (Popping group)
- Hạng 5: Duo You and Me (Acrobat duo)
- Hạng 6: Light Balance (Nhóm múa nhé)
- Hạng 7: Show-Projekt (Nhóm thể dục)
- Hạng 8: Emin Abdullaev (Nhân viên vận tải)
- Hạng 9: Patrick Müller-Klug (Ca sĩ)
- Hạng 10: Laurent Kramer (Gitar)
- Hạng 11: Stay KingPin (Band)
- Hạng 12: Christian Farla (Ả thuật gia)

### Mùa 9 (2015)
- Chiến thắng: Jay Oh (Ca sĩ)
- Á quân 1: Erwin Frankello, Itchy and Scratchy (Pha trò với sư tử biển)
- Á quân 2: Alessio Greco (Ca sĩ và nghệ sĩ guitar)
- Hạng 4: Frank Lorenz (Người nói tiếng bụng)
- Hạng 5: Lavinia Meinhardt (Ca sĩ)
- Hạng 6: D'Holmikers (Nhóm thể dục truyện tranh)
- Hạng 7: Russian Bar Trio (Bộ ba thanh)
- Hạng 8: Zymbalinka (Bộ ba)
- Hạng 9: Paddy & Nico (Salsa duo)
- Hạng 10: Fabien Kachev (Kịch câm)
- Hạng 11: Felix Faschingbauer (Yodeler & người chơi đàn accordeon)
- Hạng 12: InFusion Trio (Nhóm nhạc điện tử)

### Mùa 10 (2016)
- Chiến thắng: Angel Flukes (Ca sĩ)
- Á quân 1: Thomas Stieben (Ca sĩ)
- Á quân 2: Gebrüder Scholl (Bộ ba nghệ sĩ hát bội)
- Hạng 4: Alina Ruppel (Nhân viên vận tải)
- Hạng 5: Carlos Zaspel (Diễn viên Xiếc)
- Hạng 6: Annette Dytrt và Yannick Bonheur (Bộ đôi trượt patin)
- Hạng 7: Emil Kusmirek (Vũ công)
- Hạng 8: Alex Mihajlovski & Barti (Comic marionette động)
- Hạng 9: Salvatore Scire (Ca sĩ)
- Hạng 10: Mannheimer Schule 2.0 (Nhóm nhảy)
- Hạng 11: Patrick Ulman and Zdenek Kremlacek (Popping duo)
- Hạng 12: Stephanie Höggerl and Dan Miethke (Ảo thuật lửa)

### Mùa 11 (2017)
- Chiến thắng: Stevie Starr (Thợ nôn chuyên nghiệp)
- Á quân 1: Mo'Voce (Tam ca)
- Á quân 2: Lorenzo Sposato (Ca sĩ Opera)
- Hạng 4: Step Out (Nhóm Acrobat)
- Hạng 5: Fair Play Crew (Nhóm múa truyện tranh)
- Hạng 6: Luciano, Holger và Rosario (Múa rối)
- Hạng 7: Gennady Papizh (Hành động đa dạng)
- Hạng 8: Olena Uutai (Người chơi đàn hạc hàm)
- Hạng 9: Hannes Schwarz (Ảo thuật lửa)
- Hạng 10: Kevin Elsnig (Ca sĩ Opera)
- Hạng 11: Andreas Maintz (Breakdancer)
- Hạng 12: JD Anderson (Người đàn ông mạnh mẽ)

### Mùa 13 (2019)
- Chiến thắng: Christian Stoinev & Percy (Nhào lộn với huấn luyện chó)

- Á quân 1: Georgia Balke (Ca sĩ)
- Á quân 2: Jürgen Kern (Huýt sáo)
- Hạng 4: Dima Shine (Vũ nữ múa cột)
- Hạng 5: *Ameli Bilyk (Nghệ sĩ slackline)
- Hạng 6: Nina Richel (Ca sĩ)
- Hạng 7: De Facto Quartet (Nhóm nhạc sĩ)
- Hạng 7: The Space Cowboy (Hành động nguy hiểm)
- Hạng 8: Mirko Casella (Vũ công)
- Hạng 9&10: Angela Kim và Stuart McKenzie (Bộ đôi vận động viên trên không & trượt patin)
- Hạng 11: Yumbo Dump (Nghệ sĩ hài)
- Hạng 12: Miki Dark (Ảo thuật gia kinh dị)[9]

### Mùa 9 (2020)
- Chiến thắng Nick Ferretti (Ca sĩ và nghệ sĩ guitar)
- Á quân 1: The Messoudi Brothers (Bộ ba Acrobat)
- Á quân 2: Vanessa Calcagno (Ca sĩ Opera)

### Mùa 15 (2021)
- Chiến thẳng: Elena Turcan (Ca sĩ Opera)
- Á quân 1: Vitoria Bueno (Vũ công)
- Á quân 2: Drew Colby (Người biểu diễn bóng tay)